# Tarantadværgpapegøje
Tarantadværgpapegøje (Agapornis taranta) er en dværgpapegøje, der findes i Etiopiens bjergrige terræn. 

## I fangenskab
Tarantadværgpapegøje er ikke så almindelig indenfor dansk fugleopdræt som andre dværgpapegøjer og kan være svær at anskaffe. Det er en meget stilfærdig fugl. I ynglesæsonen er den aggressiv overfor artsfæller. Kan bedre tåle kulde end de andre arter. Har den uvane at den gerne vil pille fjerene af sin partner og sine unger. 